# Arturo Jáuregui (Fußballspieler, 1956)
Luis Arturo Jáuregui Peña (* 17. Oktober 1956 in Santiago; † 30. März 2023) war ein chilenischer Fußballspieler. Der Mittelfeldspieler absolvierte drei Länderspiele für die Nationalmannschaft Chiles und wurde auf Vereinsebene zweimal chilenischer Meister.

## Karriere

### Verein
Arturo Jáuregui, auch Chico genannt, begann seine Profikarriere 1975 bei Deportes Aviación. Dort spielte er bis 1980 – mit Ausnahme der Saison 1976, in der er für Independiente de Cauquenes auflief. 1981 spielte der Mittelfeldspieler für Deportes Iquique und wechselte 1982 zum CD Magallanes. Beim Klub aus der Hauptstadt erzielte Chico in drei Jahren 40 Ligatore bei 90 Einsätzen. 1985 war Jáuregui bei Unión Española im Mittelfeld aktiv und schloss sich 1986 Rekordmeister CSD Colo-Colo an. Mit den Albos gewann der Mittelfeldspieler die Meisterschaften 1986 und 1989, auch wenn Chico 1989 beim Gewinn der Meisterschaft schon bei Naval unter Vertrag stand. Daneben holte er zweimal die Copa Chile mit Colo-Colo. Seine letzten Karrierejahre verbrachte Jáuregui bei Naval, das sich 1990 auflöste, bei Audax Italiano 1991 und zuletzt erneut bei Magallanes. 1992 beendete der frühere Nationalspieler seine Karriere. 

### Nationalmannschaft
In der Nationalmannschaft Chiles debütierte Arturo Jáuregui im Oktober 1985 beim Freundschaftsspiel gegen Uruguay, als er für Miguel Ángel Neira eingewechselt wurde. Nur zwei Tage später stand Chico beim Freundschaftsspiel gegen Paraguay in der Startelf. Sein drittes und letztes Länderspiel absolvierte Jáuregui im Mai 1989 beim Vier-Nationen-Turnier gegen El Salvador.

### Erfolge
Colo-Colo
- Primera División: 1986, 1989
- Copa Chile: 1988, 1989